# Emilio Mejia
Emilio Mejía (San Pedro Sula, 10 de noviembre de 2003) es un actor de cine y televisión hondureño, conocido por interpretar a Marc Anthony en la serie de televisión Súbete a mi moto (2020), y en la cinta Hail Mary (2024), dirigida por Rosemary Rodríguez.

## Biografía y carrera
Mejía nació y creció en San Pedro Sula, Honduras. Cuando era un niño se mudó a la Ciudad de México. Comenzó su carrera en teatro, con la obra de teatro Vaselina, con la que se enamoró de la actuación.[cita requerida] Ingresó a la Escuela de Artes Escénicas y Teatro Musical (PROART) en Ciudad de México, dónde continuó practicando y consiguió oportunidades en la industria de la televisión.
Su papel debut fue en la serie de televisión de Prime Video, Súbete a mi moto, la cual cuenta la historia del grupo Menudo, y en la que encarna a Marc Anthony. En 2021 se mudó a Austin, Texas para formarse en actuación y teatro en la University of Texas at Austin.
En 2023 obtuvo un papel en la cinta de terror dirigida por Rosemary Rodríguez, Hail Mary, en la que interpreta a Héctor, un vendedor de comida. La cinta fue presentada en el South by Southwest Film Festival.